# Charlie Gardiner
Charlie "Chuck" Gardiner (31. prosince 1904, Skotsko – 13. června 1934) byl hokejový brankář skotského původu. Hrál za Winnipeg a Chicago.

## Po výhře ve Stanley Cupu následovala smrt
Nikdy o svém zdraví nemluvil a to ho stálo život. V sezóně 1932/33 se u něj začaly projevovat vážnější zdravotní problémy. Pár měsíců o nich nikomu neřekl, až den před Vánocemi se přiznal spoluhráčům. Den poté odchytal zápas s vysokými horečkami. Gardiner měl zánět krčních mandlí, to by nebylo nic až tak vážného, jenže po delší době neléčení přešel zánět v chronický problém. Tato doba byla skoupá na léky (př: neexistoval penicilín) a jeho zdravotní stav se stále zhoršoval. V další sezoně spoluhráčům nalhal že ho jen bolí hlava. Stále hrál a začaly mu selhávat ledviny, infekce se rozšířila do celého těla.
To že dokázal v tomto stavu odchytat celou sezónu je zázrak. Celou dobu žil jakoby byl zdravý. Zkolaboval cestou na hodinu zpěvu a upadl do kómatu. Zemřel na krvácení do mozku 13. června 1934.
V tomto roce vyhrál Stanley Cup. Osudným mu bylo to že se bál že přijde o práci (v zemi byla deprese a nedostatek práce) a proto neustále chytal.

## Úspěchy
- Stanley Cup (1934 s Chicago Black Hawks)
- Vézina Trophy (1932 , 1934)
- První All-Stars Team NHL (1931,1932,1934)
- Druhý All-stars Team NHL (1933)
- All-stars Game (1934)
- v roce 1945 uveden do hokejové síně slávy

## Statistiky
- základní část NHL (316 zápasů, 112 výher, 152 proher, 52 remíz, 2,02 inkasovaných gólů na zápas)
- play-off NHL (21 zápasů, 12 výher, 6 proher, 3 remízy, 1,43 inkasovaných gólů na zápas)